# Presa Zaza
Presa Zaza är en reservoar i Kuba.   Den ligger i provinsen Provincia de Sancti Spíritus, i den centrala delen av landet, 300 km öster om huvudstaden Havanna. Presa Zaza ligger 33 meter över havet. Arean är 114 kvadratkilometer. Omgivningarna runt Presa Zaza är en mosaik av jordbruksmark och naturlig växtlighet. Den sträcker sig 11,2 kilometer i nord-sydlig riktning, och 8,1 kilometer i öst-västlig riktning.